# Saalmuellerana latisfasciata
Saalmuellerana latisfasciata är en fjärilsart som beskrevs av Moore 1881. Saalmuellerana latisfasciata ingår i släktet Saalmuellerana och familjen nattflyn. Inga underarter finns listade.